# Phillips Collection
La Phillips Collection si trova a Washington (Stati Uniti); fu il primo museo d'arte moderna degli Stati Uniti.
Il museo espone, tra le altre, opere di: Pierre Bonnard, Georges Braque, Edgar Degas, El Greco, Pablo Picasso, Pierre-Auguste Renoir, Henri Rousseau, William Congdon.

## La sede
La collezione, composta da più di 2400 opere, è ospitata in quella che fu la casa del fondatore del museo, il collezionista Duncan Phillips (1886-1966).

## La storia
Il museo aprì i battenti nel 1921 con il nome di The Phillips Memorial Gallery dopo la morte di alcuni componenti della famiglia Phillips, ad opera di Duncan, in un'ala della casa di residenza.
L'espansione della collezione costrinse successivamente la famiglia a trasferirsi presso un'altra residenza, adibendo l'ex abitazione unicamente a museo.
Duncan divenne amico di molti pittori, come ad esempio Pierre Bonnard e si adoperò per la loro promozione.
Attualmente il museo, oltre ad ospitare una collezione permanente, accoglie un centro studi d'arte.

## Le opere maggiori
Edgar Degas
- Ballerine alla sbarra, 1900 circa

Pierre-Auguste Renoir

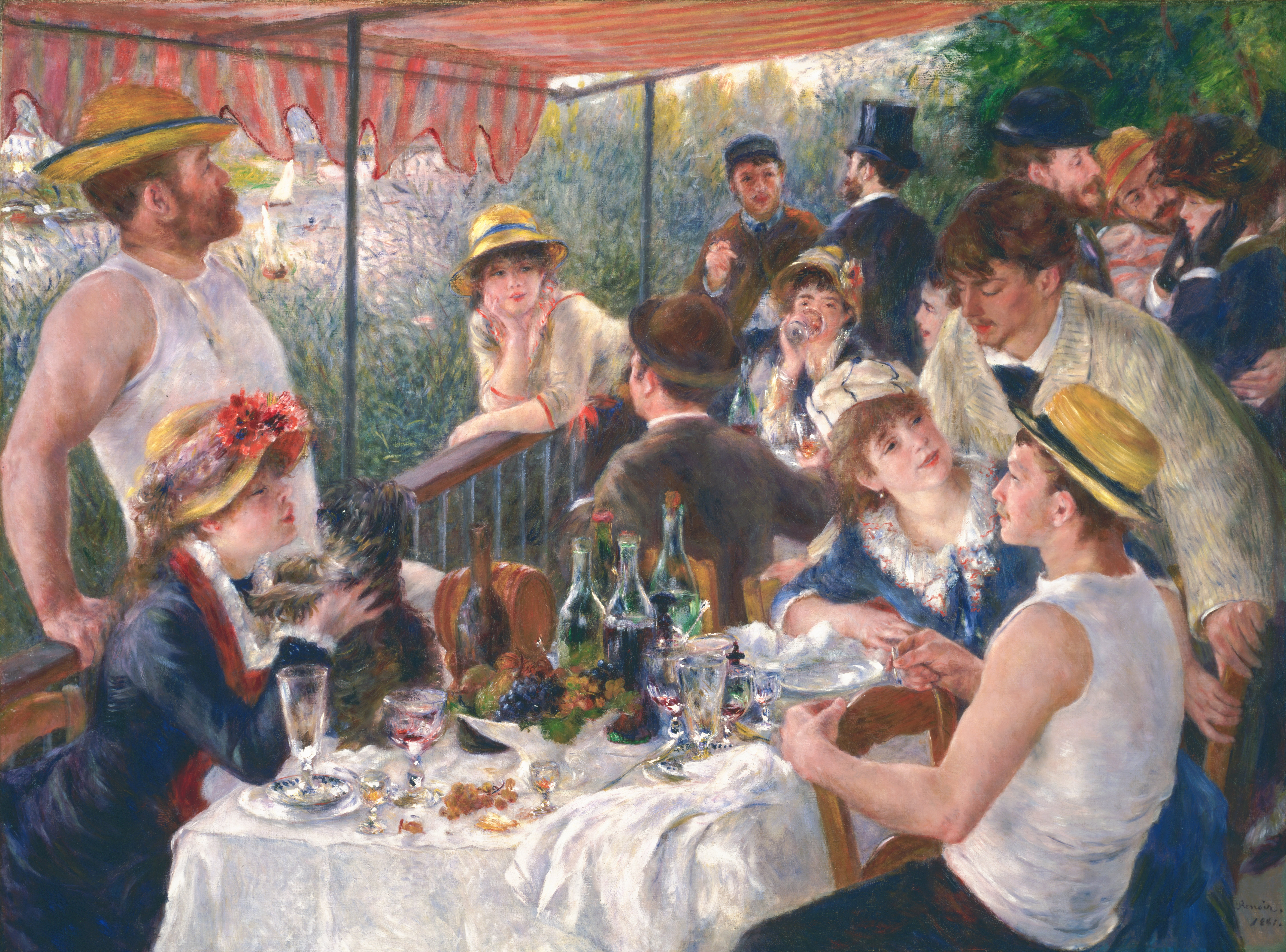
La colazione dei canottieri (Pierre-Auguste Renoir)

- La colazione dei canottieri (Le déjeuner des canotiers), 1880-1882